# Borucin (województwo kujawsko-pomorskie)
Borucin – wieś w Polsce położona w województwie kujawsko-pomorskim, w powiecie radziejowskim, w gminie Osięciny.

## Podział administracyjny
W latach 1975–1998 miejscowość administracyjnie należała do województwa włocławskiego. Wieś sołecka – zobacz jednostki pomocnicze gminy w BIP

## Demografia
Według Narodowego Spisu Powszechnego (III 2011 r.) liczyła 424 mieszkańców. Jest drugą co do wielkości miejscowością gminy Osięciny.

## Zabytki
Według rejestru zabytków NID na listę zabytków wpisany jest zespół dworski z połowy XIX w., nr rej.: 365/A z 17.07.1995: dwór i park z 2. połowy XIX w.